# 베를린 그라이프스발더 슈트라세역
베를린 그라이프스발더 슈트라세역(Bahnhof Berlin Greifswalder Straße)은 베를린 팡코구 프렌츨라우어 베르크에 있는 철도역이다. 베를린 S반과 그라이프스발더 슈트라세 만나는 점에 역이 설치되어 있다.

## 역사
베를린 순환선 건설 시기인 1875년에 바이센제(Weißensee)역으로 개업했다. 당시 바이센제는 베를린 시역 외부에 있었고, 역 부지 자체는 바이센제 구역에 포함되지 않았다. 건설 당시에는 그라이프스발더 슈트라세 서쪽에 있었으나, 1889년/1890년에 현재 위치인 도로 동쪽으로 이설되었다. 1929년 2월 1일에 첫 전동차 운행이 시작되었다. 1946년 10월 1일 그라이프스발더 슈트라세역으로 개칭되었다.
S반역 외에도 장거리선 상에는 시내 화물역이 있었으나 가스 회사의 영업 중단 이후로 화물 영업은 중단되었고 조차장으로만 사용 중이다. 화물역 자리는 28,000 m² 규모의 나대지로 방치되어 있다. 1980년대 역 남서쪽의 과거 가스 회사 부지에 플라텐바우 주택 단지가 들어섰고, 그 과정에서 철도역 개보수공사가 진행되었으며 노면전차와 S반의 환승 거리가 단축되었다. 1986년 4월 15일 완공 이후 S반역은 에른스트텔만파르크(Ernst-Thälmann-Park)역으로 개칭되었으며, 인근의 주택 단지도 같은 이름을 사용했다. 독일의 재통일 이후인 1993년 5월 23일에 역명은 그라이프스발더 슈트라세역으로 복구되었으나, 주택 단지는 개칭되지 않았다.
2007년 초반 역 출입구 일대에 간이 식당과 신문 판매대가 설치되었다.

## 인접 정차역
베를린 노면전차 M4번, 베를린 버스 158번과 환승할 수 있다.
| 베를린 S반                          | 베를린 S반 | 베를린 S반                               |
| ----------------------------------- | ---------- | ---------------------------------------- |
| 프렌츨라우어 알레 반시계방향 순환   | S41 · S42  | 란츠베르거 알레 시계방향 순환            |
| 프렌츨라우어 알레 비르켄베르더 방면 | S8         | 란츠베르거 알레 그뤼나우·빌다우 방면     |
| 프렌츨라우어 알레 팡코 방면         | S85        | 란츠베르거 알레 쇠네바이데·그뤼나우 방면 |

## 참고 문헌
- Jürgen Meyer-Kronthaler, Wolfgang Kramer (1998). 《Berlins S-Bahnhöfe – Ein dreiviertel Jahrhundert》. Be.bra. 97쪽. ISBN 3-930863-25-1.